# Çampınar, Çelikhan
Çampınar là một xã thuộc huyện Çelikhan, tỉnh Adıyaman, Thổ Nhĩ Kỳ. Dân số thời điểm năm 2011 là 53 người.